# Rhagodoca
Genre
Rhagodoca est un genre de solifuges de la famille des Rhagodidae.

## Distribution
Les espèces de ce genre se rencontrent en Afrique de l'Est et au Baloutchistan.

## Liste des espèces
Selon Solifuges of the World (version 1.0) :
- Rhagodoca baringona Roewer, 1933
- Rhagodoca bettoni Roewer, 1933
- Rhagodoca immaculata Roewer, 1933
- Rhagodoca longispina Roewer, 1933
- Rhagodoca lowei Roewer, 1933
- Rhagodoca macrocephala Roewer, 1933
- Rhagodoca magna Roewer, 1941
- Rhagodoca ornata (Pocock, 1895)
- Rhagodoca paecila Caporiacco, 1941
- Rhagodoca phillipsii (Pocock, 1896)
- Rhagodoca picta Roewer, 1933
- Rhagodoca pusilla Caporiacco, 1944
- Rhagodoca smithii (Pocock, 1897)
- Rhagodoca somalica Roewer, 1933
- Rhagodoca termes (Karsch, 1885)
- Rhagodoca ugandana Roewer, 1933
- Rhagodoca zavattarii Caporiacco, 1941

## Publication originale
- Roewer, 1933 : Solifuga, Palpigrada. Dr. H.G. Bronn's Klassen und Ordnungen des Thier-Reichs, wissenschaftlich dargestellt in Wort und Bild. Akademische Verlagsgesellschaft M. B. H., Leipzig. Fünfter Band: Arthropoda; IV. Abeitlung: Arachnoidea und kleinere ihnen nahegestellte Arthropodengruppen, vol. 2/3, p. 161–480 (texte intégral).